# Grofovi Boulognea
Ovaj članak sadrži popis grofova i grofica Bulonja (Boulogne).

## Flandrijska dinastija
- Balduin II. Flandrijski
- Arnoul I. Flandrijski
- Arnoul II. Bulonjski
- Arnoul III. Bulonjski
- Balduin II. Bulonjski
- Eustahije I.
- Eustahije II.
- Eustahije III.
- Matilda I.

## Dinastija Blois
- Stjepan, engleski kralj – suprug Matilde I.
- Eustahije IV. – Stjepanov i Matildin sin
- Vilim I.
- Marija I. Bulonjska

## Kuća Elzas
- Matej od Elzasa
- Ida – kći Matejeva i Marijina

## Kuća Dammartin
- Matilda II.
  - Filip Hurepel – francuski kraljević
  - Alfons – portugalski kralj

## Kuća Auvergne
- Adelajda, sestrična Matilde II.
- Robert I.
- Vilim II.
- Robert II.
- Robert III.
- Vilim III.
- Ivana I. – supruga francuskoga kralja Ivana II.

## Kuća Burgundija
- Filip III.

## Kuća Auvergne
- Ivan I. od Auvergnea
- Ivan II. od Auvergnea
- Ivana II. od Auvergnea
- Marija II. (Marija I. od Auvergnea)